# Борсук Іван Іванович
Іва́н Іва́нович Борсу́к (нар. 9 липня 1986, с. Лютинськ, Дубровицький район, Рівненська область, Українська РСР — 8 липня 2018, м. Харків, Україна) — солдат Збройних сил України, учасник російсько-української війни.

## Життєпис
Народився 1986 року в селі Лютинськ Дубровицького району на Рівненщині. Навчався в Західноукраїнському коледжі «Полісся» у місті Березне, на правознавчому відділенні, який закінчив в 2006 році. З 31.10.2006 по 11.10.2007 проходив строкову службу в десантних військах, — у 80-ій окремій аеромобільній бригаді (військова частина А0284, м. Львів).
У зв'язку з російською збройною агресією проти України 2 серпня 2014 року був призваний на військову службу за частковою мобілізацією. Служив у 128-ій окремій гірсько-піхотній бригаді, брав участь в боях за Дебальцеве. Демобілізований 25 січня 2016 року. В травні 2018 року підписав контракт на проходження військової служби в 14-ій окремій механізованій бригаді (військова частина А1008, м. Володимир-Волинський). Боронив Україну від російських окупантів в районі міста Попасна на Луганщині.
29 червня 2018, під час ворожого обстрілу з РПГ та стрілецької зброї в районі Попасної, дістав вогнепальне кульове поранення голови. Помер у Військово-медичному клінічному центрі Північного регіону в місті Харкові 8 липня 2018 року.
10 липня з воїном попрощались у Дубровиці на Майдані Злагоди. Похований на кладовищі рідного села.
Залишилися батьки, старша сестра, дружина та донька Христина 2009 р.н.

## Нагороди та відзнаки
- За значні особисті заслуги у захисті державного суверенітету та територіальної цілісності України нагороджений орденом «За мужність» II ступеня (17.5.2019, посмертно)[2].
- За особисту мужність і героїзм, виявлені у захисті державного суверенітету та територіальної цілісності України, вірність військовій присязі нагороджений орденом «За мужність» III ступеня (26.2.2015)[3].
- Нагороджений медаллю «Захиснику Вітчизни», пам'ятною медаллю «128 ОГПБ військова розвідка» та нагрудним знаком «Ветеран війни — УБД».